# Thermoniphas stempfferi
Thermoniphas stempfferi är en fjärilsart som beskrevs av Clench 1961. Thermoniphas stempfferi ingår i släktet Thermoniphas och familjen juvelvingar. IUCN kategoriserar arten globalt som otillräckligt studerad. Inga underarter finns listade i Catalogue of Life.